# چارلز ویتستون
چارلز وتستون (انگلیسی: Charles Wheatstone؛ زاده ۶ فوریهٔ ۱۸۰۲ درگذشته ۱۹ اکتبر ۱۸۷۵)، فیزیک‌دان، مخترع و رمزنگار اهل انگلستان بود.
وی در زمینهٔ موتور القایی خطی تحقیق کرده‌است.